# 8139-es mellékút (Magyarország)
A 8139-es számú mellékút egy 15 kilométer hosszú, négy számjegyű mellékút Komárom-Esztergom vármegye területén. Tata és Komárom térségét köti össze egymással, illetve az útjába eső kisebb településekkel.

## Nyomvonala
Tata Óváros és Újtelep városrészeinek határán indul, a 8119-es útból kiágazva, kevéssel annak 59. kilométere előtt, északnyugati irányban. Komáromi utca néven indul, de még az első kilométere előtt egy elágazáshoz ér: az utcanevet nagyjából változatlan irányban az ott kiinduló 8138-as út viszi tovább, a 8139-es pedig immár névtelenül folytatódik nyugati irányban. Kevéssel ezután el is hagyja a város lakott részeit, 4,7 kilométer után pedig eléri Naszály határszélét. Nagyjából egy kilométeren át még a határvonalat kíséri, ami után teljesen naszályi területre ér.
Naszály határai közt is jobbára néptelen vidékek közt húzódik, lakott területeket nem nagyon érint. 6,8 kilométer után beletorkollik a 8134-es út – ez számít a község főutcájának –, és nagyjából ugyanitt elhalad Grébicspuszta településrész mellett, majd 7,7 kilométer után újabb elágazása következik: a 8141-es út torkollik bele nyugat felől. 9,3 kilométer után Mocsa határát szeli át, de itt is csak külterületeket érint. Kevéssel 11,4 kilométer megtétele előtt lép át Komárom területére, és a 14. kilométere táján éri el Szőny városrész első házait. A 8142-es útba beletorkollva ér véget, majdnem pontosan annak az első kilométerénél.
Teljes hossza, az országos közutak térképes nyilvántartását szolgáló kira.gov.hu adatbázisa szerint 15,023 kilométer.

## Települések az út mentén
- Tata
- (Naszály)
- (Mocsa)
- Komárom-Szőny